# Carl Friedrich Kohlbach
Carl Friedrich Kohlbach (* 26. Dezember 1793 in Glaucha; † 13. August 1878 in Neumühle bei Neuruppin) war ein deutscher Kaufmann und Gutsbesitzer.

## Leben
Kohlbach wurde als Sohn des Herzog Friedrich Wilhelm von Braunschweig-Wolfenbüttel und Maria Rosina Kripp (* 24. September 1764; † 27. September 1817) geboren.
Am 7. März 1823 heiratete er die 19-jährige Charlotte Augusta Ballerstedt (* 10. November 1804; † 24. April 1855). Mit ihr hatte er sieben gemeinsame Kinder. Namentlich waren dies Augusta Jacob Kohlbach (* 1823), Karl Friedrich Wilhelm Kohlbach (* 28. Juni 1825 in Altenplathow; † 27. November 1889 in Neuruppin), Marie Johanne Charlotte Kohlbach (* 11. Mai 1830), Fritz Kohlbach, Wilhelm Kohlbach, Hedwig Kohlbach und Minna Auguste Wilhelmine Elisabeth Kohlbach (* 11. Mai 1830 in Altenplathow; † 21. Juni 1909 in Altenplathow).
Gemeinsam mit seinem Schwager Carl Friedrich von Pieschel gründete er 1808 die Zichorienfabrik "Pieschel & Co." und legte so den Grundstein für die Industrialisierung im Raum Genthin.
Kohlbach war neben seiner Tätigkeit als Fabrikant sehr interessiert an der Kunst der Gartengestaltung und ein enger Freund des bekannten Gartenarchitekten Peter Joseph Lenné. Gemeinsam planten und entwarfen die beiden die zu den pieschelschen Besitzungen gehörenden Parkanlagen, wie den Gutspark Theeßen (heute: Dorfpark Theeßen) und den Gutspark Altenplathow (heute: Volkspark Genthin) im Stiele englischer Landschaftsgärten.

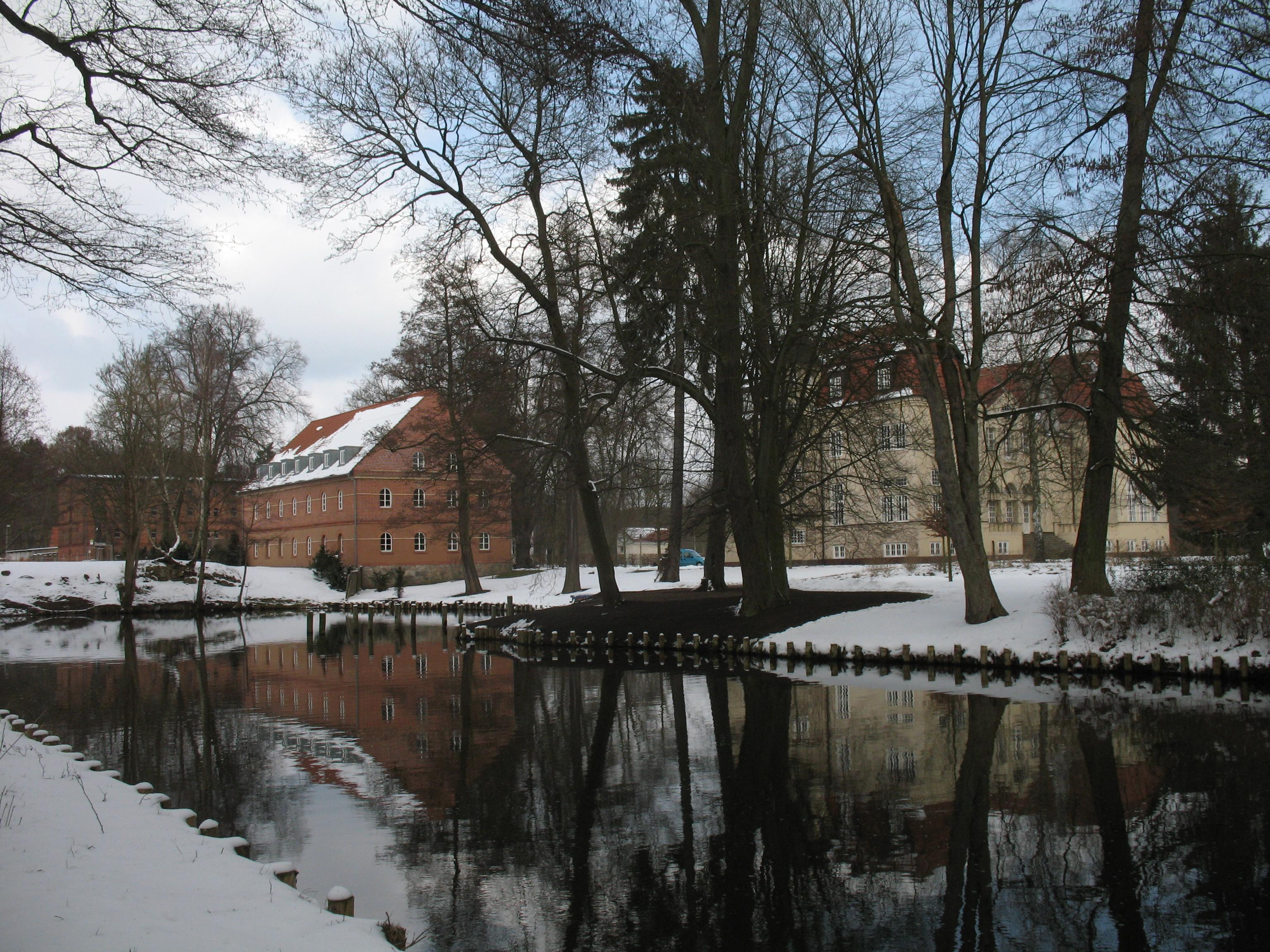
Gutshaus Neumühle bei Neuruppin.

Ab 1845 errichtet Kohlbach das Gutshaus Neumühle am Rhin / Molchowsee bei Neuruppin mit angeschlossener Parkanlage.
1849 kaufte er die Walkmühle bei Zippelsförde und ließ sie zu einer Pulvermühle umbauen. Diese Mühle explodierte am 13. Februar 1851 um 13:00 Uhr und forderte 8 Menschenleben und zwei Schwerverletzte. Das Lager mit 300 Kilo Pulver wurde verschont, es waren die in der Mühle lagernden 16 Zentner die sie vernichteten. Später sind die Reste der Mühle abgetragen worden.
Im Jahr 1878 verstarb er im Alter von 84 Jahren in seinem Herrenhaus. Sein Erbe trat der einzige noch lebende Sohn Karl Friedrich Wilhelm Kohlbach an.